# Anteos
Anteos es un género de lepidópteros de la familia Pieridae.
Especie tipo Papilio maerula Fabricius, 1775

## Diversidad
Existen 3 especies reconocidas en el Neotrópico